# Burg Andechs

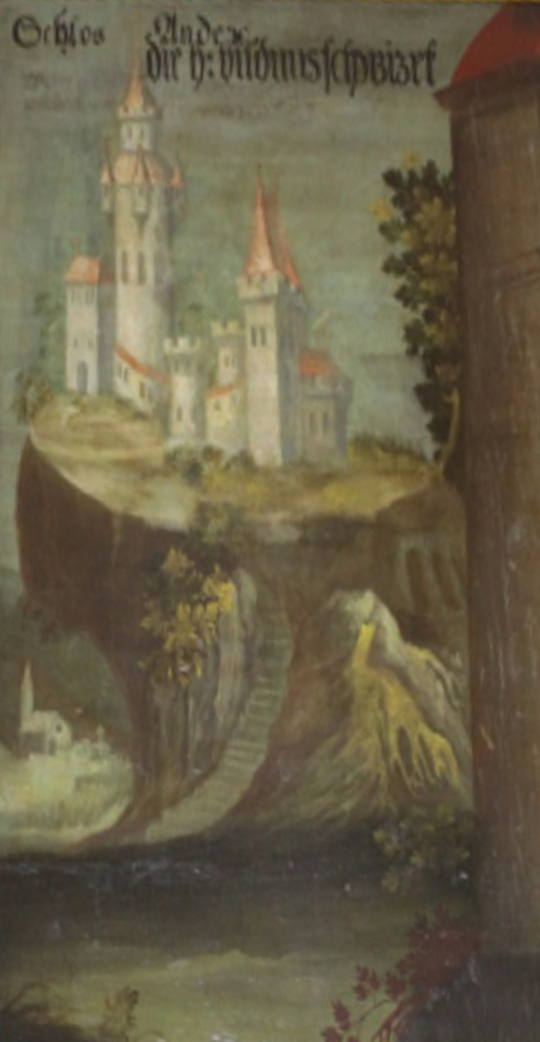
Idealtypische Darstellung von "Schlos Andex" auf einem Gemälde in Heilig Kreuz, Forstenried (Ausschnitt).

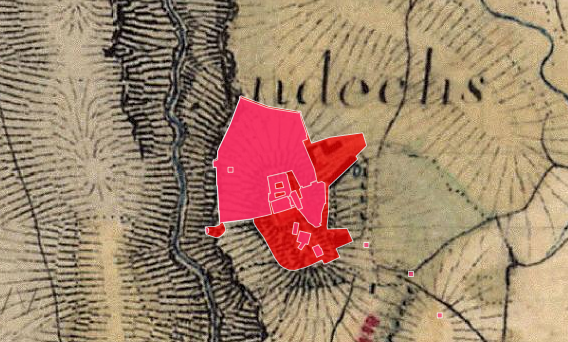
Lageplan von Burg Andechs auf dem Urkataster von Bayern

Die Burg Andechs war eine mittelalterliche Burg in Bayern. Sie war im 12. und 13. Jahrhundert Sitz der Grafen von Andechs, eines der bedeutendsten bayerischen Adelsgeschlechter des Heiligen Römischen Reiches. Das Gelände der abgegangenen Burg liegt in der Gemeinde Andechs im Landkreis Starnberg und ist als Bodendenkmal in die Bayerische Denkmalliste als „Burgstall des hohen Mittelalters ("Burg Andechs") sowie untertägige spätmittelalterliche und frühneuzeitliche Befunde im Bereich von Kloster Andechs und der Kath. Wallfahrts- und Benediktiner-Prioratskirche St. Maria sowie ihrer Vorgängerbauten“ eingetragen.

## Lage
Die Höhenburg stand auf einem etwa zwei Kilometer östlich des Ammersees gelegenen Berg auf einer Höhe von etwa 700 m ü. NHN. Westlich des Berges schneidet sich die Schlucht des Kienbachs etwa 50 Meter tief in die Umgebung ein. Auf dem Gelände des Burgstalls befindet sich seit dem 15. Jahrhundert das Kloster Andechs.

## Geschichte
Andechs wurde 1080 als Andehse erstmals urkundlich erwähnt. Hier stand auf der Dießen gegenüberliegenden Seite des Ammersees bereits Ende des 11. Jahrhunderts eine Burg im Besitz der Grafen von Dießen (als Andechs 2 bezeichnet), von der noch der Burgstall Andechs verblieben ist. Berthold II. († 1151), Graf von Dießen, erbaute etwas weiter südlich eine neue Burg. In diese Burg verbrachte er den Reliquienschatz der Familie und begründete 1128 eine jährliche Wallfahrt dorthin. 1132 verlegte er seinen Hauptsitz auf die Burg. Seitdem wird er als Graf von Andechs bezeichnet und das Adelsgeschlecht als Andechs. 
1176 wurde auf der Burg die heilige Hedwig als Tochter des Grafen Berthold IV. geboren, 1186 heiratete sie hier den schlesischen Herzog Heinrich I. Hedwigs Bruder Heinrich IV. geriet 1208 in Verdacht, in die Ermordung von König Philipp von Schwaben verwickelt gewesen zu sein. Er fiel in Reichsacht und Burg Andechs wurde zerstört. Nach seiner Rehabilitierung ließ er die Burg wiederaufbauen. Als mit dem Tod von Otto VIII. 1248 das Andechser Grafengeschlecht in männlicher Linie ausstarb, wurden ihre Besitzungen von den Wittelsbachern übernommen, und Burg Andechs wurde erneut zerstört.
Die Burgkapelle war dem heiligen Nikolaus von Myra geweiht. Sie wurde nicht zusammen mit der Burg zerstört, sondern blieb erhalten. 1388 wurde der in einem Versteck unter dem Altar vergrabene Reliquienschatz wiederentdeckt. Er wurde zunächst nach München gebracht und später nach und nach wieder nach Andechs zurückgeführt. Auch das Forstenrieder Kruzifix soll der Legende nach ursprünglich für die Andechser Burgkapelle geschaffen worden und 1229 nach Forstenried gekommen sein. Die Reliquien machten Andechs zu einem Wallfahrtsort und führten in den 1420er Jahren zum Neubau einer dreischiffigen Hallenkirche an der Stelle der Nikolauskapelle und 1438 zur Gründung eines Chorherrenstifts, das 1455 in das Benediktinerkloster Andechs umgewandelt wurde. Reste der alten Burgkapelle werden in der Allerheiligenkapelle und der Unteren Heiltumskammer der Klosterkirche St. Nikolaus und Elisabeth vermutet.